# Яцко Олександр Володимирович
Олександр Володимирович Яцко (біл. Аляксандр Уладзіміравіч Яцко, рос. Александр Владимирович Яцко; нар. 13 червня 1958, Мінськ, БРСР, СРСР) — радянський і російський актор театру, кіно та телебачення, телеведучий, театральний режисер. Заслужений артист Російської Федерації (2005).

## Життєпис
Олександр Яцко народився 13 червня 1958 року в Мінську. Закінчив архітектурний факультет Білоруського Політехнічного інституту в 1980 році, а у 1985 році — акторський факультет Школу-студію МХАТ.
У 1985-1993 роках працював у Театрі на Таганці.
Кінодебют відбувся 1985 року, тоді Олександр Яцко виконав роль німецького офіцера у військовій драмі «Таємна прогулянка».
З 1993 року Олександр Яцко є актором театру імені Моссовєта.
Озвучує документальні фільми та рекламу, з вересня 2002 по червень 2003 року був голосом телеканалу «ТВС». 
З січня по червень 2016 року вів програму «Розкриваючи містичні таємниці» на телеканалі «Москва Довіра». 

## Особисте життя
Був одружений з акторкою Оленою Валюшкиною, з якою у нього є двоє дітей: син Василь (нар. 1997) та дочка Марія (нар. 2003). Восени 2014 року подружжя розлучилося, після 20 років шлюбу.

## Фільмографія
| Рік       |   | Українська назва               | Оригінальна назва           | Роль                                                    |
| --------- | - | ------------------------------ | --------------------------- | ------------------------------------------------------- |
| 2022      | с | Життя за викликом              | Жизнь по вызову             | Ружинський Олександр Борисович                          |
| 2019      | с | Підлягає знищенню              | Подлежит уничтожению        | Сичьов                                                  |
| 2018      | с | Так не буває                   | Так не бывает               | Леонід Хохлов                                           |
| 2018      | с | Куля                           | Пуля                        | Полташевич                                              |
| 2018      | с | Жовте око тигра                | Жёлтый глаз тигра           | адвокат «Коня»                                          |
| 2018      | с | Пес-4                          | Пес-4                       | шеф                                                     |
| 2017      | с | Той, хто не спить              | Тот, кто не спит            | Достоєвський                                            |
| 2017      | с | Лінія світла                   | Линия света                 | Ясновельможний                                          |
| 2015      | с | Лондонград                     | Лондонград                  | Кирило Савенко, батько Артема                           |
| 2015      | ф | Піонери-герої                  | Пионеры-герои               | Михайло                                                 |
| 2015      | с | Кухня                          | Кухня                       | Антон Володимирович, новий шеф-кухар ресторану «Victor» |
| 2014      | ф | Спіраль                        | Спираль                     | Борис                                                   |
| 2013      | ф | Вилікувати страх               | Излечить страх              | Мамонтов                                                |
| 2011—2012 | с | Закрита школа                  | Закрытая школа              | Петро Морозов, бізнесмен                                |
| 2011      | с | Амазонки                       | Амазонки                    | Олександр Мілов, серійний вбивця                        |
| 2011      | с | Знахар 2: Полювання без правил | Знахарь 2: Охота без правил | Кислий                                                  |
| 2010      | с | Лікар Тирса                    | Доктор Тырса                | Максим Бергер, гросмейстер                              |
| 2003      | с | Бідна Настя                    | Бедная Настя                | князь Олександр Рєпнін, батько Михайла і Наталії        |
| 2003      | с | Пан або пропав                 | Пан или пропал              | Рой Нільсен, данець, етнограф                           |
| 2002      | с | Марш Турецького-3              | Марш Турецкого              | Віталій Клемешев, мер Степногорська                     |
| 2001      | с | На розі, у Патріарших-2        | На углу, у Патриарших-2     | Авіла                                                   |
| 1999      | с | Каменська                      | Каменская                   | Борис Шалигін                                           |
| 1997      | ф | Країна глухих                  | Страна глухих               | кредитор                                                |
| 1987      | ф | Чоловічі портрети              | Мужские портреты            | художник                                                |
| 1986      | ф | Викуп                          | Выкуп                       | лижник-терорист                                         |
| 1985      | ф | Таємна прогулянка              | Тайная прогулка             | Макс фон Герліц                                         |